# Crítica da ideologia

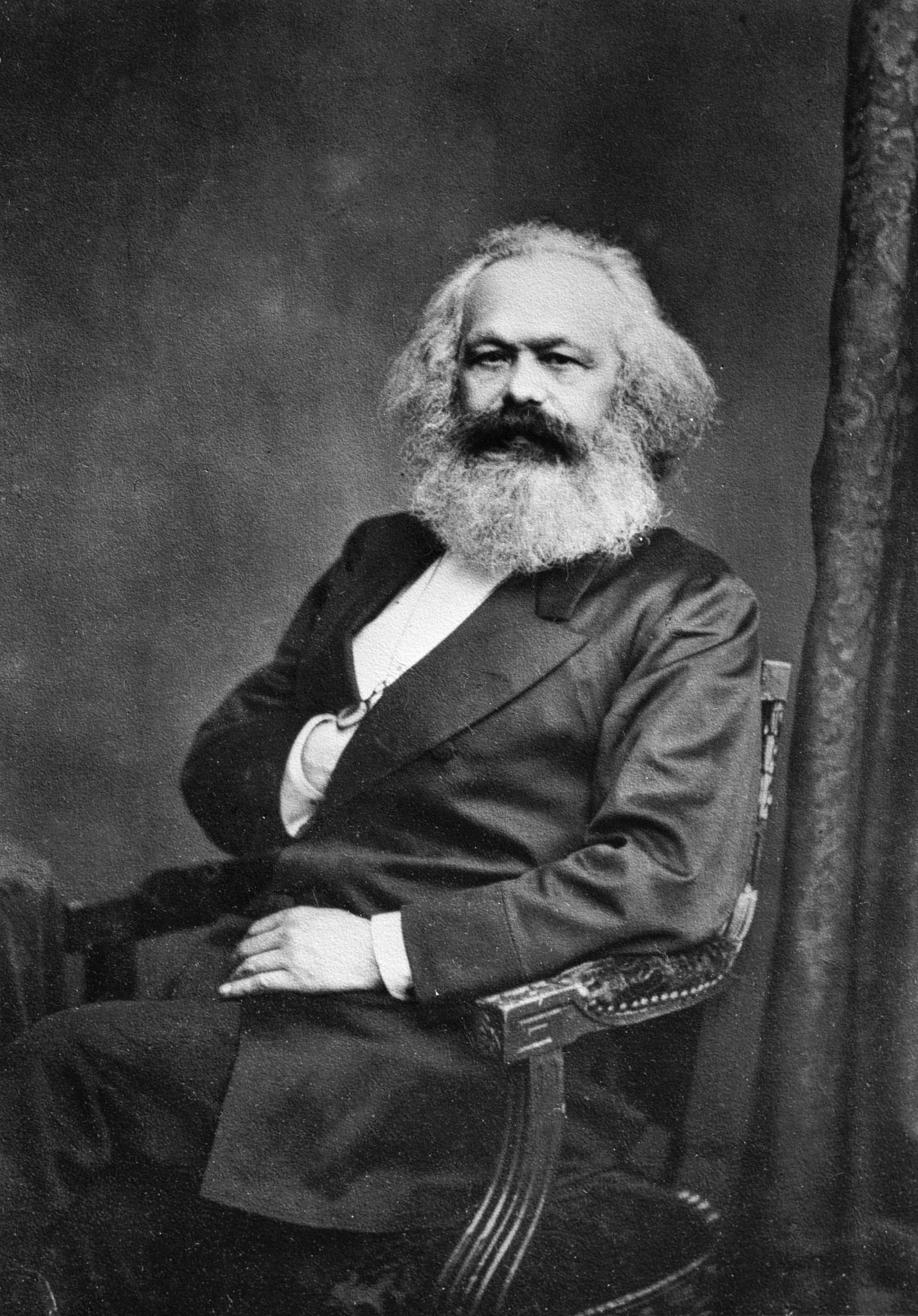
A crítica da ideologia está enraizada nos escritos de Karl Marx e Friedrich Engels. O retrato acima é de Marx, de 1875.

A crítica da ideologia é um conceito usado na teoria crítica, nos estudos literários e nos estudos culturais. Ele se concentra na análise da ideologia encontrada em textos culturais, sejam eles obras de cultura popular ou de alta cultura, filosofia ou anúncios de TV. Essas ideologias podem ser expressas implícita ou explicitamente. O foco está em analisar e demonstrar as suposições ideológicas subjacentes aos textos e, então, criticar a atitude dessas obras. Uma parte importante da crítica ideológica tem a ver com “olhar com desconfiança para obras de arte e desmascará-las como ferramentas de opressão”.

## Terminologia
A crítica da ideologia tem uma compreensão particular de "ideologia", distinta da perspectiva ou opiniões políticas. Esse significado especializado vem da raiz do termo nas obras de Karl Marx e Friedrich Engels. Para a crítica da ideologia, a ideologia é uma forma de falsa consciência. Ideologia é uma mentira sobre o real estado das coisas no mundo. Nas palavras de Raymond Williams, trata-se de “ideologia como ilusão, falsa consciência, irrealidade, realidade invertida”.
O filósofo alemão Markus Gabriel define ideologia como "qualquer tentativa de objetivar a mente humana [...] para erradicar as suas dimensões históricas, para transformar algo que é historicamente contingente, produzido por humanos, em algum tipo de necessidade natural." Na obra de Marx e Engels, a ideologia era a falsa crença de que a sociedade capitalista era um produto da natureza humana, quando na realidade tinha sido imposta, muitas vezes violentamente, em circunstâncias particulares, em lugares particulares, em períodos históricos particulares.
O termo "crítica" também é empregado de maneira especial. Em vez de ser um sinônimo de crítica, "crítica" vem do uso do termo por Immanuel Kant, que significava uma investigação sobre as estruturas sob as quais vivemos, pensamos e agimos. Um crítico de ideologia, nesse sentido, não é apenas alguém que expressa discordância ou desaprovação, mas alguém capaz de trazer à luz as verdadeiras condições de possível existência da crença. Como as condições estão constantemente mudando, mostrar que a existência de uma crença é construída sobre meras condições mostra implicitamente que elas não são eternas, naturais ou orgânicas, mas sim históricas, contingentes e, portanto, mutáveis. O filósofo da Escola de Frankfurt, Max Horkheimer, considerou uma teoria crítica se ela visa "libertar os seres humanos das circunstâncias que os escravizam".

## Depois de Marx
Não existe uma definição ou modelo de ideologia universalmente aceito. A definição marxista clássica e ortodoxa de ideologia é uma crença falsa, emergente de uma sociedade opressiva que educa seus cidadãos para serem trabalhadores obedientes. Os fracassos das revoluções de 1918, a ascensão do stalinismo e do fascismo e a explosão de outra guerra mundial trouxeram um novo foco à importância da ideologia entre os marxistas. Em vez de uma mera mentira do establishment político-econômico, a ideologia foi reconhecida como uma força por si só. Wilhelm Reich e mais tarde a Escola de Frankfurt complementaram a teoria da sociedade de Marx com a teoria do sujeito de Freud, afastando-se do marxismo ortodoxo e das tradições leninistas e estabelecendo as bases do que mais tarde veio a ser chamado de "teoria crítica".
Reich viu a ascensão do fascismo como uma expressão de uma sexualidade há muito reprimida. O filósofo da Escola de Frankfurt Theodor Adorno escreveu em seu ensaio "A Indústria Cultural: o Iluminismo como Engano de Massa" como o entretenimento de massa enfraquece as possibilidades de ação libertadora ao criar e satisfazer falsas necessidades.

As partes interessadas gostam de explicar a indústria cultural em termos tecnológicos. Eles argumentam que seus milhões de participantes exigem processos de reprodução que inevitavelmente levam ao uso de produtos padronizados para atender às mesmas necessidades em inúmeros locais. A antítese técnica entre poucos centros de produção e recepção amplamente dispersa exige organização e planejamento por parte daqueles que estão no controle. Os formulários padronizados, afirma-se, foram originalmente derivados das necessidades dos consumidores: é por isso que são aceitos com tão pouca resistência. Na realidade, um ciclo de manipulação e de necessidade retroactiva está a unificar o sistema de forma cada vez mais estreita.

Adorno identifica o raciocínio de oferta e demanda como ideológico. Não é apenas uma crença falsa: é uma visão de mundo ou filosofia falsa que permite a manutenção do status quo contingente e histórico, ao mesmo tempo em que parece ser objetiva e científica. Um tema importante da Escola de Frankfurt é que aqueles modos de pensamento que, a princípio, são libertadores, podem tornar-se ideológicos com o passar do tempo.